# Achilles '29
Achilles '29 je nizozemský fotbalový klub z města Groesbeek blízko hranic s Německem, který byl založen roku 1929 (na což poukazuje číslo 29 v názvu). Hřištěm klubu je Sportpark De Heikant s kapacitou 4 500 diváků postavený roku 1929. Klubové barvy jsou černá a bílá.

## Historie
V minulosti byl klub jedním z nejúspěšnějších v nizozemské amatérské kopané.
Po sezóně 2012/13 se klub kvalifikoval do nizozemské druhé ligy Eerste Divisie. V sezóně 2012/13 vyhrál nedělní divizi nizozemské třetí ligy Topklasse (Topklasse má dvě divize, sobotní a nedělní). V play-off o titul pak podlehl vítězi sobotní divize Topklasse týmu VV Katwijk. Protože Katwijk odmítl účast v Eerste Divisie, byl postup nabídnut poraženému finalistovi - celku Achilles '29, který jej přijal.

## Úspěchy
- Topklasse (nizozemská třetí liga): 1× celkový vítěz (2011/12)
  - nedělní divize Topklasse: 2× vítěz (2011/12, 2012/13)
- Hoofdklasse (nizozemská čtvrtá liga): 3× vítěz (1982/83, 2005/06, 2007/08)

## Soupiska
K 1. červenci 2013
| Číslo |            | Pozice | Hráč                 |
| ----- | ---------- | ------ | -------------------- |
| 1     | Nizozemsko | B      | Nick Hengelman       |
| 2     | Nizozemsko | O      | Steven Edwards       |
| 3     | Nizozemsko | O      | Tim Sanders          |
| 4     | Nizozemsko | O      | Laurens Rijnbeek     |
| 5     | Nizozemsko | O      | Tim Konings          |
| 6     | Nizozemsko | Z      | Kay Thomassen        |
| 7     | Nizozemsko | Z      | Daan Paau            |
| 8     | Nizozemsko | Z      | Twan Smits (kapitán) |
| 9     | Nizozemsko | Ú      | Remon van Bochoven   |
| 10    | Nizozemsko | Ú      | Thijs Hendriks       |
| 11    | Nizozemsko | O      | Tim Verhoeven        |
| 12    | Nizozemsko | B      | Christian de Haan    |

| Číslo |            | Pozice | Hráč                |
| ----- | ---------- | ------ | ------------------- |
| 13    | Nizozemsko | Z      | Jop van Steen       |
| 14    | Nizozemsko | Ú      | Frank Hol           |
| 15    | Nizozemsko | B      | Richard Vervoert    |
| 16    | Nizozemsko | Z      | Sam van der Schot   |
| 17    | Nizozemsko | Ú      | Freek Thoone        |
| 18    | Turecko    | O      | Kürșad Sürmeli      |
| 19    | Nizozemsko | O      | Mark Roebbers       |
| 20    | Nizozemsko | Z      | Nicky van de Groes  |
| 21    | Nizozemsko | O      | Migiel Zeller       |
| 22    | Nizozemsko | Ú      | Levi Raja Boean     |
| 23    | Nizozemsko | Z      | Daniël van Straaten |